# Luigi Bosco
Luigi Bosco (Montechiaro d'Asti, 20 marzo 1922 – Torino, 13 ottobre 2006) è stato un calciatore italiano, di ruolo difensore.
Durante la Seconda guerra mondiale fu internato per due anni nel campo di concentramento di Norimberga.

## Caratteristiche tecniche
Era un centromediano.

## Carriera
Giocò tre anni in Serie A con Juventus (in cui fu riserva di Carlo Parola nella stagione 1946-1947) e Como per complessive 47 presenze in massima serie, e due campionati in Serie B con Como, per complessive 61 presenze ed una rete fra i cadetti. Con i lariani ha vinto il campionato di Serie B 1948-1949, con conseguente prima storica promozione in A.

## Palmarès

### Club

#### Competizioni nazionali
- Serie B: 1

Como: 1948-1949